# Blankeneser Kino

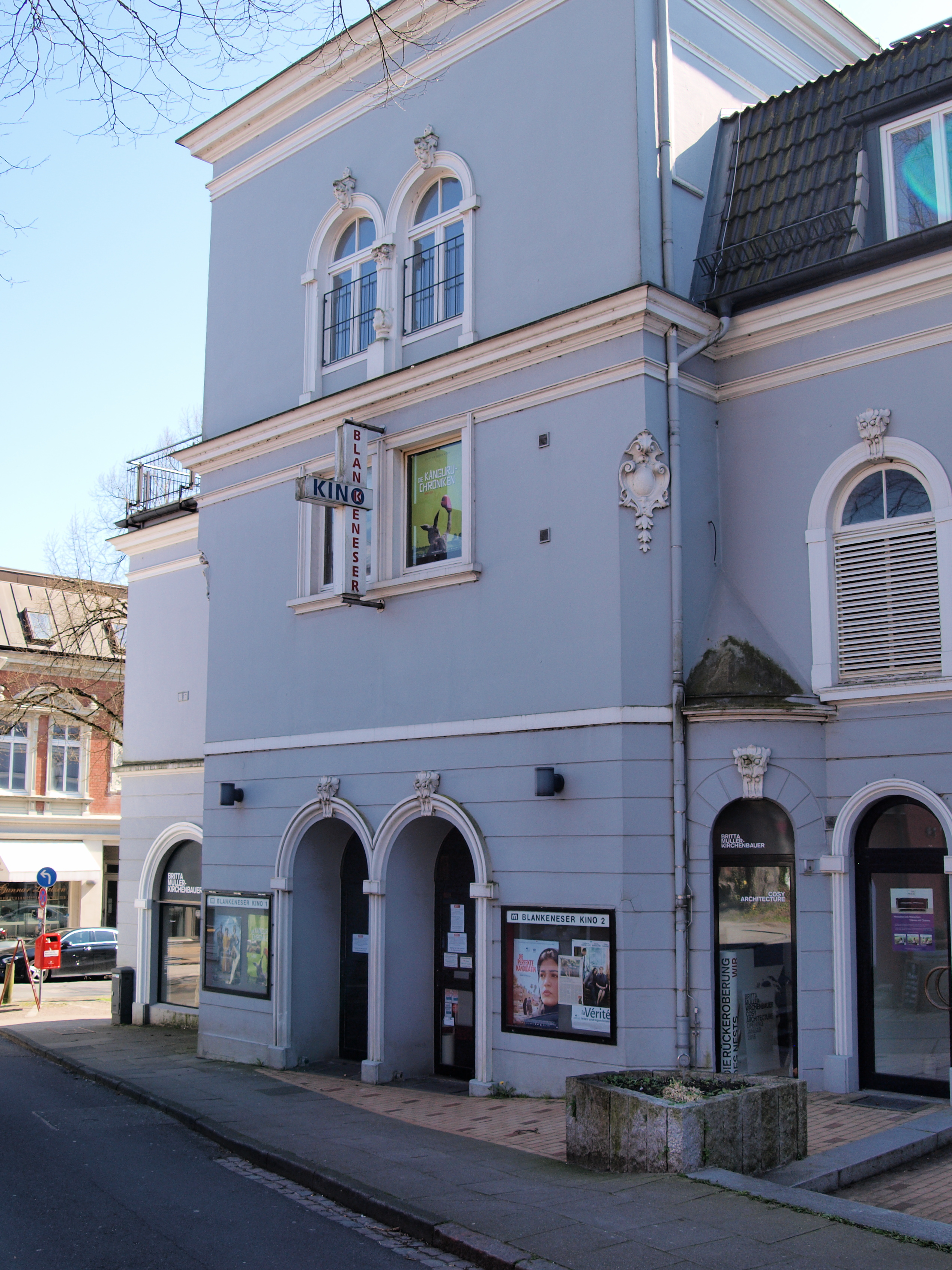
Blankeneser Kino

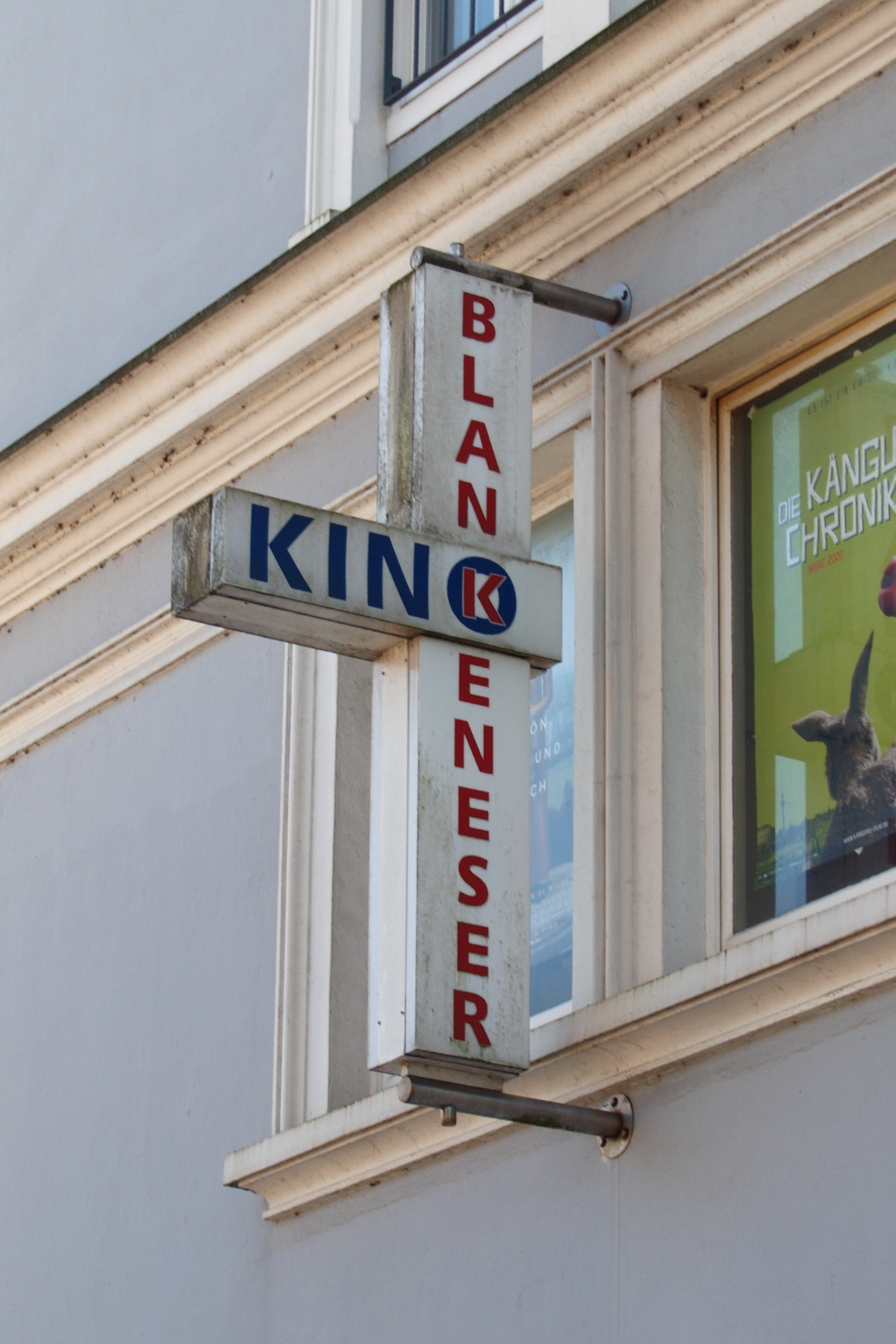
Leuchtreklame des Blankeneser Kinos

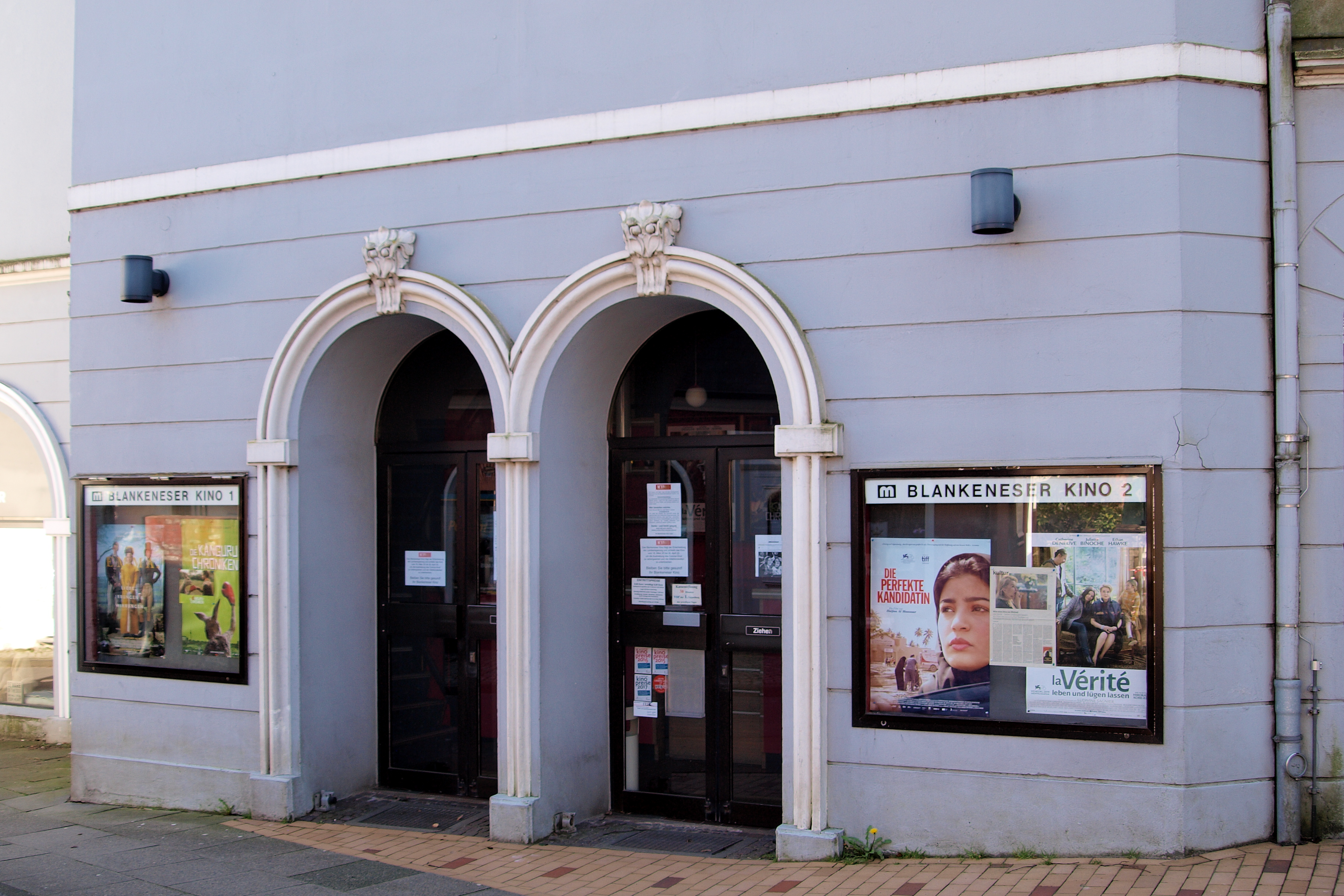
Blankeneser Kino

Das Blankeneser Kino ist ein Programmkino in der Blankeneser Bahnhofstraße im Hamburger Stadtteil Blankenese. Es ist eines der wenigen typischen Vorstadtkinos in Hamburg, die das Kinosterben seit den 1970er Jahren überdauert haben. Das Kino wird von Filmtheaterbetreiber Hans-Peter Jansen betrieben, der mit den Elbe-Filmtheater, Koralle-Kino, Studio Kino in Hamburg, dem ASTRA Filmtheater Plön und dem Burg Filmtheater Fehmarn vor allem mit kleinen regionalen Kinos aktiv ist.
Programmschwerpunkte sind Erstaufführungen, Kinder- und Jugendfilme sowie anspruchsvolle Filme.
Das Haus verfügt über zwei Vorführsäle mit je 91 Sitzplätzen mit Bildwänden von 30 m². Zur technischen Ausstattung gehören Dolby Digital SR Tonsysteme.

## Geschichte
Das Blankeneser Kino wurde vermutlich als Schauburg Blankenese im Jahr 1910 erbaut und 1913 in Betrieb genommen, eine Adresse ist hier nicht überliefert. Ab 1920 ist aus Kino-Adressbüchern am jetzigen Standort, der [Blankeneser] Bahnhofstraße 4 ein Kino namens Tivoli-Lichtspiel bzw. Film Palas Tivoli überliefert. 1935 wurde dessen Vorführsaal auf 400 Sitzplätze erweitert und 1937 als Blankeneser Lichtspiele wieder eröffnet. Der Spielbetrieb lief bis 1941. Nach dem Zweiten Weltkrieg wurde das Kino von der Britischen Besatzungsmacht requiriert und öffnete 1952 wieder für die Allgemeinheit. Im Jahr 1983 wurde der Vorführsaal geteilt und zu zwei Sälen mit je 98 Sitzen umgebaut. Bis 1973 trug es den Namen Blankeneser Lichtspiele, seit spätestens 1977 ist der Name Blankeneser Kino vielfach nachgewiesen. 1999 übernahmen Hans-Peter Jansen und seine Frau Lydia Matern-Jansen den Betrieb und ließen die Vorführsäle im Sommer 2015 grundlegend sanieren.

## Rezeption
Das traditionsreiche Kino ist das letzte von einst drei Blankeneser Filmtheatern. Es wurde auch als das „Holi des Westens“ bezeichnet. Das Jahresprogramm des Blankeneser Kinos wurde wiederholt von Bundesministerien und Hamburger Kulturbehörde ausgezeichnet.